# Császárgalóca
A császárgalóca, vagy császárgomba (Amanita caesarea) a kalaposgombák rendjén belül a galócafélék családjába tartozó Amanita nemzetség egyik ehető, Európa déli felében – így Magyarországon – is előforduló gombája. Védett gombafaj, természetvédelmi értéke 5 000 Ft. 

## Jellemzői
Kalapja narancsvörös, tűzvörös vagy sárgásvörös, félgömb alakú, később kiterül; tetején néha fehér burokmaradványok vannak; széle finoman bordás; a kalapbőr lehúzható; átmérője 5‑20 cm. Lemezei halványsárgák, majd élénk citromsárgák lesznek, sűrűn állnak, nem lefutók és viszonylag szélesek. Tönkje citrom- vagy aranysárga, hengeres, tömör, alul gumósan megvastagszik, 8‑15 cm hosszú; a gallér is sárga, lelógó, felül enyhén bordázott; bocskora vastag, elálló, a tönkkel ellentétben fehér színű.
A fiatal gomba kacsatojás nagyságú is lehet, felül szélesebb, teljesen zárt, vastag fehér burokban van. A kifejlett gomba húsa sárgásfehér, a kalapbőr alatt sárgáspiros, a tönk közepétől lefelé fehér; illata kellemes, jóízű. Spórapora fehér; a spórák gömbölyűek vagy tojásdadok, méretük 9‑12 × 6‑7 μm.

## Előfordulása
Mikorrhizás gombafaj, leginkább tölgyesben, szelídgesztenyésben található, de mindig csak a fák közvetlen közelében. Előfordul fenyvesben és mogyoró alatt is. A melegebb vidékek gombája, a száraz, agyagos talajt kedveli. Melegebb nyárutókon néhol tömegesen is terem, de általában nem mondható gyakorinak. Júniustól októberig terem.
Közép-Európában egyre ritkább faj, délebbre jóval inkább elterjedt. Mediterrán faj, mely a Földközi-tengertől Észak-Franciaországig, Belgiumig, Németországban Pfalzig, Észak-Bajorországig, Szlovákiáig, valamint a Kaukázusig fordul elő. Néhol ettől a területtől északra is megtalálták már, így 1925-ben és 1941-ben Jénánál. Európán kívül elterjedt még Észak-Afrikában, Kelet-Ázsiában, Japánban és Észak-Amerika déli részén.

## Hasonló fajok
A mérgező légyölő galóca (A. muscaria) fehér lemezeiben, tönkjében és gallérjában tér el a császárgombától, de nincsen bocskora sem, hanem laza, bibircses övek találhatók a tönkjének tövén. A légyölő galóca kalapját számos apró petty borítja, ezeket azonban lemoshatja az eső. A fiatal császárgombát kettévágva széles, sárga sávok figyelhetők meg a kalap és a tönk húsában, míg a légyölő galócánál csak egy vékony sárgásvörös vagy narancssárga színű vonal látható a kalapbőr mentén. A hasonló színű galambgombáknak nincsen gallérjuk és bocskoruk, illetve a tönkjük sem sárga, húsuk pedig pattanva törő.

## Felhasználása
Jóízű gomba, már a rómaiak is nagyra becsülték íze miatt („fungorum princeps”), 2013 óta védett gombafaj, természetvédelmi értéke: 5 000 Ft/példány.

## Képek

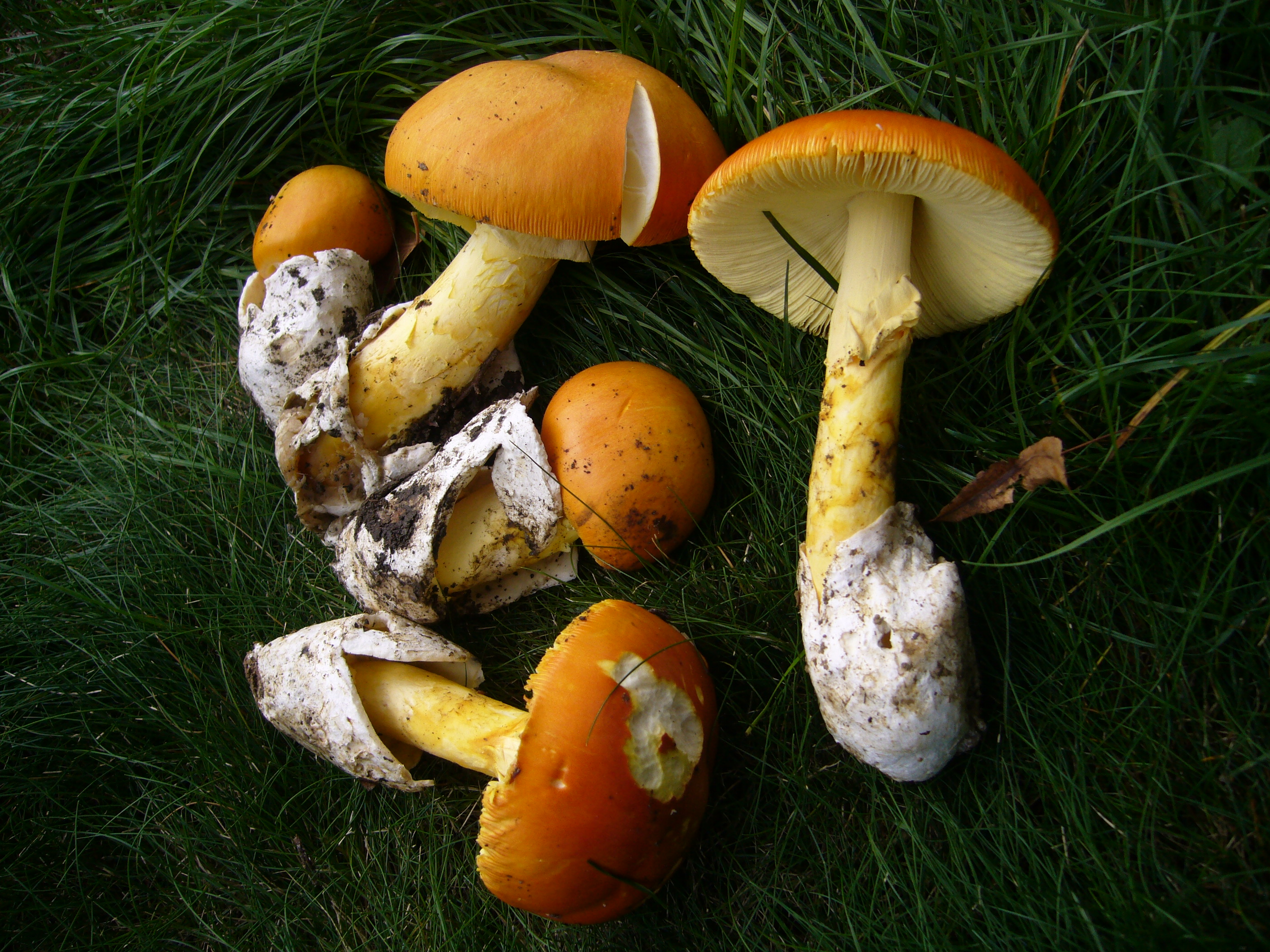
A gomba felülnézetben
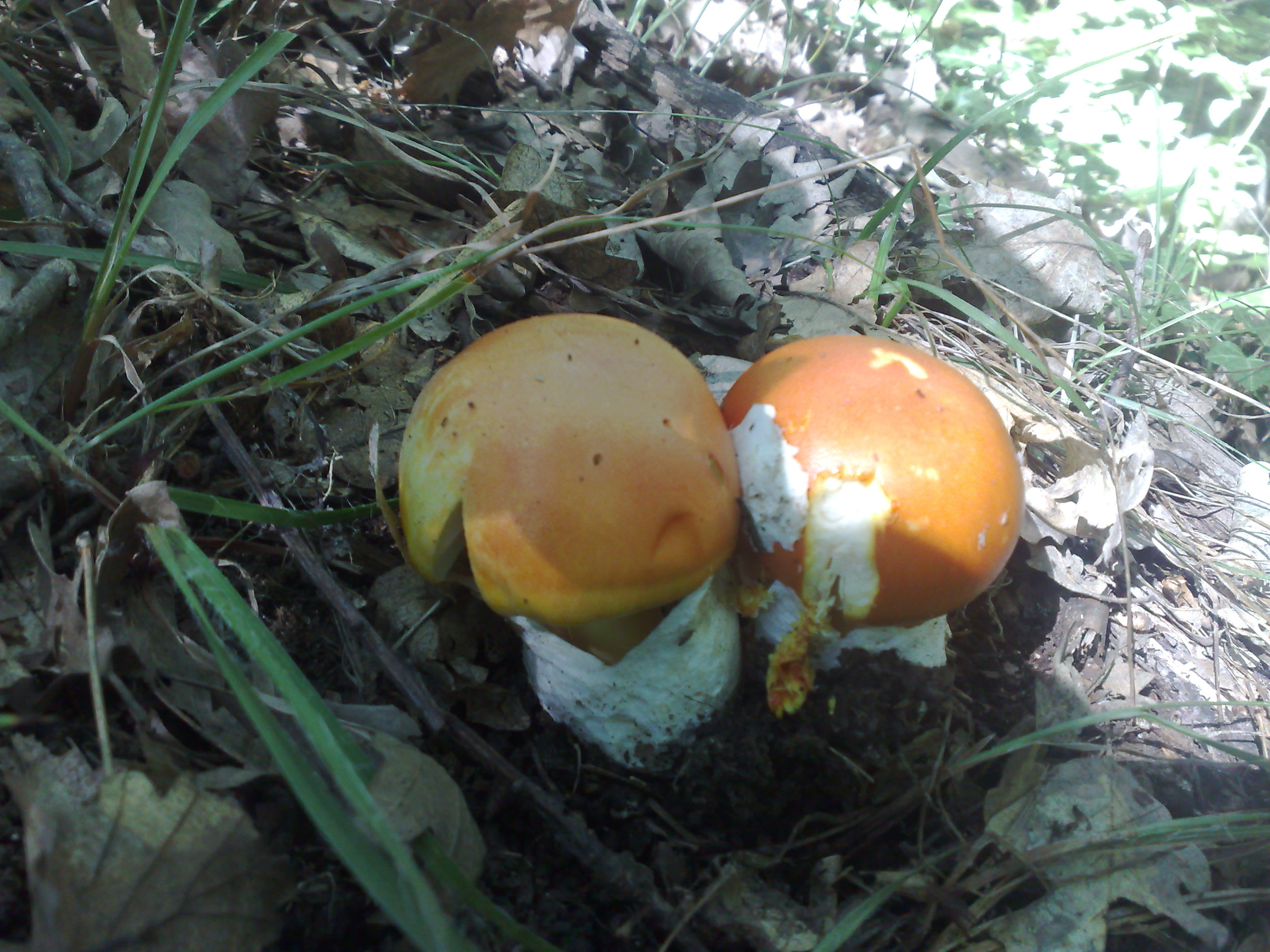
Fiatal példányok a Mecsekben
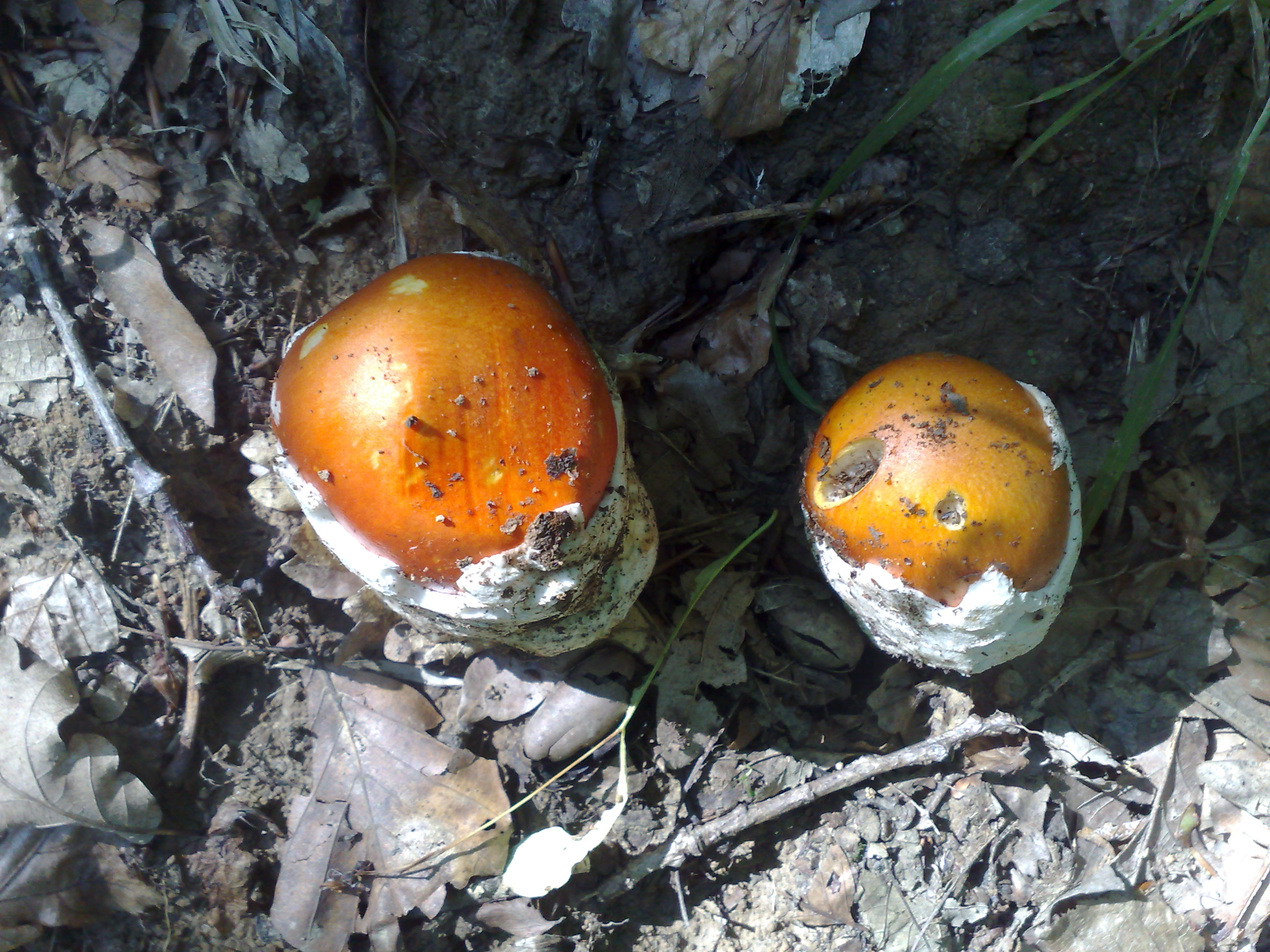
Fiatal példányok a Mecsekben